# Pauline Curley
Pauline Curley (19 de diciembre de 1903 - 11 de diciembre de 2000) fue una actriz estadounidense nacida en Holyoke (Massachusetts) que trabajo en vodevil y en la era de cine mudo. Su carrera cinematográfica abarcó durante gran parte del cine mudo, durando de 1912 hasta 1929. 

## Primeros años
Su madre, Rose Curley, llevó a Curley al mundo del espectáculo cuando apenas tenía 4 años, al principio Curley empezó a trabajar para los espectáculos de vodevil. En 1910, a los 6 años, Rose se mudó junto con Pauline a la ciudad de Nueva York para que encontrada trabajo en el cine mudo y en el teatro, por lo que obtuvo pequeños papeles en muchas películas, así como en representaciones teatrales, incluyendo La cabaña del tío Tom y El pequeño lord que eran producidas por la compañía de Jack Packard. En 1915, cuando tenía 11 años, apareció en la obra "Polygamy" en el Teatro Park en la ciudad de Nueva York. Pero su madre dejaba confundida a Pauline con su edad para depender de sus papeles, Curley supo cuantos años tenía en 1998 cuando tenía 94 años.

## Carrera como actriz
La carrera como actriz de Curley abarca durante el período de 1903, cuando apenas era una bebé y se retiró cuando tenía 25 años en 1929, aunque mantuvo una conexión en el negocio del cine durante el período de actividad de su esposo, Kenneth Peach.

### Cine
Curley hizo su primera aparición en la película Tangled Relations (1912). Curley interpretó a un integrante de un grupo de niños en una película protagonizada por Florence Lawrence y Owen Moore. En una audición para la película The Straight Road, Pauline se vistió como un niño para conseguir el papel de huérfano; Lo que hizo que una variedad de roles hagan el mismo tipo, "arrinconando el mercado de huérfanos y desamparados".
En 1915 interpretó a Claudia Frawley, la chica ingenua de la película Life Without Soul, que es una adaptación de la novela de Mary Shelley Frankenstein o el moderno Prometeo.
Curley se casó con el director Kenneth Peach en 1922, de ahí su nombre pasó de ser Pauline Curley a  Pauline Curley Peach, permaneció casada hasta la muerte de Kenneth en 1988. La pareja estuvo casada por casi 66 años. Tuvieron 3 hijos. Pauline murió el 11 de diciembre de 2000, pocos días antes de cumplir 97 años.

## Mudanza a Hollywood
Pauline y su madre se mudaron a Hollywood en 1917 para buscar un trabajo más lucrativo. Después se le dio el papel de la princesa Irina Alexándrovna en The Fall of the Romanoffs, siendo su primer trabajo en Hollywood, según Variety. En 1918, Curley ya llevaba cinco películas, incluyendo su interpretación como Evelyn Barker en la película The Turn in the Road, dirigido y escrito por King Vidor.
Curley apareció juntó con Douglas Fairbanks y Tully Marshall en Bound in Morocco (1918). Donde muestra las aventuras de una joven en Marruecos. En 1920 apareció en The Invisible Hand, una película producida por Vitagraph Studios y protagonizada por Brinsley Shaw y Antonio Moreno. Fue dirigida por William J. Bauman. La película muestra el primer wéstern de Curley, un género que dominaría su película.
En 1926, apareció juntó con Helene Chadwick, Jack Mulhall y Emmett King en The Naked Truth. la película trata de unos padres que no les quieren contar a sus hijos sobre los misterios de la vida cuando sea el momento adecuado. Por lo que se tienen que ocupar de sus consecuencias.

## Filmografía
- Life Without Soul (1915)
- The Fall of the Romanoffs (1917)
- The Square Deceiver (1917)
- Her Boy (1918)
- The Landloper (1918)
- Bound in Morocco (1918)
- The Turn in the Road (1919)
- The Man Beneath (1919)
- Midnight Secrets (1924)
- Prince of the Saddle (1926)
- Thunderbolt's Tracks (1927)
- Devil Dogs (1928)
- Power (1928)